# J. Jesús Landeros Amezola
José de Jesús Landeros Amezola quien nació en 1907 en la Hacienda de La Quiteria, en el actual Municipio de El Arenal (Jalisco) de una familia humilde dedicada a la venta de tequila, en tiempos en los que esta bebida era barata y poco apreciada por las clases altas.
Desde niño comenzó a dominar la habilidad de montar a caballo, al grado de destacarse en suertes charras. El negocio familiar de la venta de tequila lo llevó al sur de Jalisco, donde con menos de 30 años de edad llegó a ser presidente municipal de tres municipios de esa región: Amacueca, Teocuitatlán de Corona y Tamazula de Gordiano. En los tres casos dio buenos resultados con honradez y firmeza, y como un adelantado a su tiempo, aplicó principios de lo que hoy llamamos: participación ciudadana. Fue fundador del Consejo de Colaboración Municipal de Guadalajara (1943) durante su gestión como presidente municipal de la capital de Jalisco (1942-1944). Participó en la XLII legislatura federal en la Cámara de Diputados (México) que aprobó el sufragio femenino en México. Al terminar su gestión como diputado federal, su distrito fue ocupado por la primera legisladora federal jalisciense María Guadalupe Urzúa Flores.
J. Jesús Landeros Amezola fue un político mexicano. Fue presidente municipal de Amacueca, Jalisco en 1927, desde el cual hizo una campaña contraria a las fuerzas rebeldes durante la Guerra Cristera, colgando a muchos de ellos en los callejones cercanos a esa población. Luego desempeñó los cargos de presidente municipal de Tamazula y Guadalajara. Llegó a ser diputado federal, teniendo por muchos años el control político de la región de Sayula. Fue un aspirante a la gubernatura de Jalisco, candidatura que no logró conseguir.
Fue Creador del Consejo de Colaboración Municipal.